# Lastcell

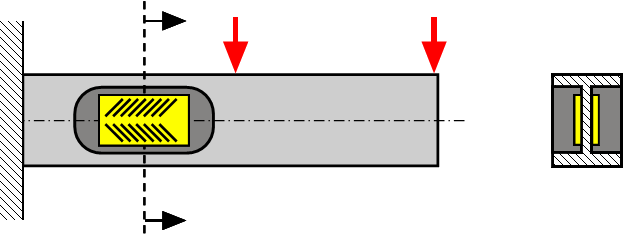
Lastcell

En lastcell är en typ av sensor som mäter krafter. Normalt sett används de för mätning av tyngd. En lastcell är normalt konstruerad med hjälp av trådtöjningsgivare kopplade i Wheatstones brygga. Eftersom differensspänningen typiskt bara är upp till något tiotal millivolt krävs normalt en förstärkare för att avläsa signalen från lastcellen.